# Осмийгафний
Осмийгафний — бинарное неорганическое соединение, интерметаллид
осмия и гафния
с формулой HfOs,
кристаллы.

## Получение
- Сплавление стехиометрических количеств чистых веществ:

{\displaystyle {\mathsf {Os+Hf\ {\xrightarrow {2520^{o}C}}\ HfOs}}}

## Физические свойства
Осмийгафний образует кристаллы
кубической сингонии,
пространственная группа P m3m,
параметры ячейки a = 0,3239 нм, Z = 1,
структура типа хлорида цезия CsCl
.
Соединение конгруэнтно плавится при температуре 2595°C
или образуется по перитектической реакции при температуре 2520°C,
имеет область гомогенности 45÷51 ат.% осмия.